# Wilhelm Kroll
Wilhelm Kroll (Ząbkowice Śląskie, 7 ottobre 1869 – Berlino, 21 aprile 1939) è stato un filologo classico tedesco professore presso l'università di Greifswald (1899-1906), Münster (1906-1913) e Breslavia (1913 -1935). Egli è meglio conosciuto per il suo lavoro sulla letteratura e cultura romana.

## Biografia
Dopo la maturità allo Johanneum studiò presso l'Università di Breslavia filologia classica. Nel 1888 si trasferì a Berlino per due semestri. Dopo il suo ritorno a Breslavia nel 1891 si laureò e fece poi un viaggio di studio a Venezia e Roma per raccogliere materiale librario da utilizzare per la sua tesi di abilitazione. Si perfezionò poi, per due semestri, a Bonn con Hermann Usener, Franz Bücheler e Georg Loeschcke. Quell'anno vinse un premio dell'Accademia delle Scienze di Berlino per il suo lavoro sugli scritti di Damascio.
Si abilitò a Breslavia nel 1894 con una tesi sugli oracoli caldaici e fu nominato libero docente, svolgendo però a tempo pieno la professione di insegnante liceale. Nel 1899 divenne professore ordinario presso l'Università di Greifswald in sostituzione di Eduard Norden. Da Greifswald intraprese viaggi di ricerca in Inghilterra e Francia. Dal 1906 al 1913 fu professore ordinario a Münster, prima di tornare nella sua città, all'Università di Breslavia. Kroll vi rimase fino al suo pensionamento nel 1935, con una interruzione per un soggiornano negli Stati Uniti (presso l'Institute for Advanced Study) e il Regno Unito. Nel periodo 1922/23 è stato rettore dell'Università e nel 1927/28 Preside della Facoltà. Nel 1937 si trasferì a Berlino dove trascorse due anni prima di morire.

## Opere
- Redattore della Real-Enzyklopädische der klassischen Altertumswissenschaft (fino al 1908 dopo August Friedrich Pauly e Georg Wissowa)
- Geschichte der klassischen Philologie. 1908;
2. verb. Aufl. Vereinig. wissenschaftl. Verl., Berlin und Leipzig 1919 (Sammlung Göschen, 367)
- C. Valerius Catullus. 1922;
7. Aufl. Teubner, Stuttgart 1989, ISBN 3-519-24001-7
- Studien zum Verständnis der römischen Literatur. Metzler, Stuttgart 1924;
Nachdruck Garland, New York und London 1978, ISBN 0-8240-2972-0
- Die Kultur der ciceronischen Zeit. 2 Teile. Dieterich, Leipzig 1933;
Nachdruck Wissenschaftliche Buchgesellschaft, Darmstadt 1975, ISBN 3-534-01542-8
- Rhetorik, 1937

## Edizioni critiche
- Vettii Valentis Anthologiarum Libri, Guilelmus Kroll, Weidman, Berlin, 1908
- Matheseos Libri VIII, 2 vols., ed. W. Kroll, F. Skutsch and K. Ziegler, Teubner, Stuttgart, 1897-1913.
- Historia Alexandri Magni, ed. W. Kroll, vol. 1. Weidmann, Berlin, 1926.